# Veglia per tutta la notte (Rachmaninov)
La Veglia per tutta la notte, Op. 37 (in russo Всенощное бдѣніе?, Vsenoščnoe bděnie), è una composizione di musica sacra di Sergej Vasil'evič Rachmaninov, con testi tratti dalla cerimonia della Veglia notturna della Chiesa ortodossa russa. È considerata una delle migliori opere di Rachmaninov ed "il più grande successo musicale della Chiesa ortodossa russa". Assieme alle Campane era tra le composizioni più amate da Rachmaninov, che volle che il suo quinto movimento fosse cantato al suo funerale.

## Storia della composizione
Rachmaninov compose la Veglia per tutta la notte in meno di due settimane tra gennaio e febbraio del 1915. In precedenza egli aveva studiato il canto antico con Stepan Smolenskij, a cui l'opera è dedicata. La Veglia venne eseguita per la prima volta a Mosca il 10 marzo 1915, dal Coro Sinodale di Mosca diretto da Nikolaj Danilin; fu ben accolta da pubblico e critica, tanto da essere replicata cinque volte nel giro di un mese. Tuttavia, la Rivoluzione russa e la nascita dell'Unione Sovietica portarono alla condanna da parte del governo della musica religiosa. È stato scritto che "nessuna composizione rappresenta così chiaramente la fine di un'epoca come questo lavoro liturgico".

## Struttura della composizione
Il lavoro di Rachmaninov costituisce il culmine di due decenni di interesse per la musica sacra russa, iniziato con la Veglia per tutta la notte di Čajkovskij. La Veglia di Rachmaninov include tre stili di canto: "znamennyj" (numeri 8, 9, 12, 13 e 14), uno stile "greco" più recitativo (numeri 2 e 15) e il canto "kievano" - uno stile che si sviluppò a Kiev tra il XVI e il XVII secolo (numeri 4 e 5). Essa è scritta per un coro di quattro parti, completo con il basso profondo; tuttavia in molti punti ci sono armonie in tre, cinque, sei ed otto parti; in un passaggio del settimo movimento il coro è diviso in undici parti. I movimenti 4 e 9 contengono un breve assolo per tenore, mentre i movimenti 2 e 5 presentano un lungo assolo rispettivamente per contralto e per tenore. Il quinto movimento è famoso per il suo finale, in cui i bassi profondi devono cantare una scala discendente che termina con il si bemolle basso. Rachmaninov raccontò che, quando suonò questo passaggio a Danilin in preparazione alla prima esecuzione,
I movimenti da 1 a 6 sono tratti dai Vespri (in russo Вечерня?), quelli da 7 a 14 dal Mattutino (Утреня) e il 15 dalla Prima ora (Первый час).
|    | Slavo ecclesiastico                                | Traslitterazione                                    | Traduzione                                               |
| -- | -------------------------------------------------- | --------------------------------------------------- | -------------------------------------------------------- |
| 1  | Пріидите, поклонимся.                              | Priidite, poklonimsja.                              | Venite, adoriamo.                                        |
| 2  | Благослови, душе моя, Господа. Греческаго распѣва. | Blagoslovi, duše moja, Gospoda. Grečeskago raspěva. | Benedici il Signore, anima mia. Canto greco.             |
| 3  | Блаженъ мужъ.                                      | Blažen" muž".                                       | Benedetto l'uomo                                         |
| 4  | Свѣте тихій. Кiевскаго распѣва.                    | Světe tichij. Kievskago raspěva.                    | O luce lieta. Canto kievano.                             |
| 5  | Нынѣ отпущаеши. Кiевскаго распѣва.                 | Nyně otpuščaeši. Kievskago raspěva.                 | Nunc dimittis. Canto kievano.                            |
| 6  | Богородице Дѣво.                                   | Bogorodice Děvo.                                    | Ave Maria                                                |
| 7  | Слава въ вышнихъ Богу (шестопсалміе).              | Slava v" vyšnich" Bogu (šestopsalmie).              | Gloria in excelsis Deo (i sei salmi).                    |
| 8  | Хвалите имя Господне. Знаменнаго распѣва.          | Chvalite imja Gospodne. Znamennago raspěva.         | Lodate il Nome del Signore. Canto znamennyj.             |
| 9  | Благословенъ еси, Господи. Знаменнаго распѣва.     | Blagosloven" esi, Gospodi. Znamennago raspěva.      | Tu sei benedetto, Signore. Canto znamennyj.              |
| 10 | Воскресеніе Христово видѣвше.                      | Voskresenie Christovo viděvše.                      | Avendo visto la risurrezione di Cristo.                  |
| 11 | Величитъ душа моя Господа.                         | Veličit" duša moja Gospoda.                         | Magnificat.                                              |
| 12 | Великое славословіе. Знаменнаго распѣва.           | Velikoe slavoslovie. Znamennago raspěva.            | Gloria in excelsis Deo. Canto znamennyj.                 |
| 13 | Тропарь. Днесь спасеніе. Знаменнаго распѣва.       | Tropar'. Dnes' spasenie. Znamennago raspěva.        | Troparion. Il giorno della salvezza. Canto znamennyj.    |
| 14 | Тропарь. Воскресъ изъ гроба. Знаменнаго распѣва.   | Tropar'. Voskres" iz" groba. Znamennago raspěva.    | Troparion. Tu sei risorto dal sepolcro. Canto znamennyj. |
| 15 | Взбранной воеводѣ. Греческаго распѣва.             | Vzbrannoj voevodě. Grečeskago raspěva.              | A Te, condottiero vittorioso. Canto greco.               |